# Bontang
Bontang – miasto w Indonezji na Borneo w prowincji Borneo Wschodnie; powierzchnia 497,57 km²; 104 tys. mieszkańców (2006).
Ośrodek wydobycia gazu ziemnego; port morski i lotniczy. W pobliżu miasta park narodowy Kutai o powierzchni ok. 200 tys. ha z rzadkimi gatunkami flory i fauny.